# Maria Komissarova
Maria Leonidovna Komissarova (en russe : Mария Леонидовна Комиссарова), née le 5 septembre 1990 à Léningrad est une skieuse acrobatique russe spécialisée dans le skicross. 

## Carrière
Maria Komissarova prend part à la Coupe du monde à partir de la saison 2011-2012, durant laquelle elle monte sur son premier podium, à Grindelwald avec une deuxième place derrière Marielle Thompson. Il s'agit du premier podium réalisé par une athlète russe en skicross à ce niveau.
En 2014, alors qu'elle s'est qualifiée pour les Jeux olympiques se disputant à Sotchi, elle se blesse sérieusement à l'entraînement au Rosa Khutor Extreme Park. On lui décèle une fracture au niveau de la colonne vertébrale avec un déplacement des vertèbres. Transférée le lendemain à la clinique de Munich, les médecins annoncent qu'elle ne pourra récupérer de ses blessures et restera paraplégique.